# 懷爾德賴斯鎮區 (明尼蘇達州諾曼縣)
懷爾德賴斯鎮區（英語：Wild Rice Township）是位於美國明尼蘇達州諾曼縣的一個行政鎮區。

## 地方資料
懷爾德賴斯鎮區的面積為91.23平方千米，當中陸地面積為90.36平方千米，而水域面積為0.87平方千米。根據2020年美國人口普查的數據，當地共有人口273人，而人口密度為每平方千米2.99人。